# إسحاق أرنون
إسحاق أرنون (بالعبرية: יצחק ארנון‏) ( ولد باسم إسحاق أهارونوفيتش 1909-2005) عالم زراعي إسرائيلي.  ولد أرنون في مدينة أنتويرب في بلجيكا. درس العلوم الزراعية في معهد جيمبلوكس الزراعي الحيوي. وفي عام 1932، هاجر إلى فلسطين.
في عام 1971 حصل على جائزة إسرائيل في الزراعة. 

## عمله
في عام 1933، عيّن مفتشًا لمركز التجارب الزراعية التابعة لحكومة الانتداب البريطاني في عكا. وفي عام 1948 أسس المركز الزراعي في نفيه يار. 
في عام 1957 حصل على درجة الدكتوراه من الجامعة العبرية في القدس. ومن عام 1958 إلى عام 1968، ترأس معهد فولكاني للبحوث الزراعية.

## جوائز
وفي عام 1971 حصل على جائزة إسرائيل في الزراعة.  منذ عام 1971، انتخب عضوًا في أكاديمية الزراعة. 

## منشورات مختارة
- زراعة المحاصيل في المناطق الجافة - 1972 - دار نشر ليونارد هيل، لندن